# Amauropelma monteithi
Amauropelma monteithi là một loài nhện trong họ Ctenidae.
Loài này thuộc chi Amauropelma. Amauropelma monteithi được miêu tả năm 2001 bởi Raven & Stumkat.